# Санта-Клаус завоёвывает марсиан
«Санта-Клаус побеждает марсиан» (англ. Santa Claus Conquers the Martians; США, 1964) — фантастическая киносказка.
Премьера фильма состоялась 14 ноября 1964 года в США.

## Сюжет
Дети Марса несчастны, у них депрессия, несколько месяцев назад они поймали телесигнал спутника Телстар и смотрят земные программы, откуда узнали про существование Санта-Клауса. Теперь они тоже хотят праздника Рождества, подарков, игрушек и радости.
Узнав о положении дел, лидер марсиан, Кимар, разрабатывает спецоперацию по похищению Санта-Клауса и доставки его на Марс. Однако один из его помощников (Волда) считает, что Санта Клаус на Марсе не нужен, он только превратит детей в слабаков и утомит глупым весельем.

## Основные персонажи фильма
- Санта-Клаус (в рус. версии Дед Мороз) — праздничный персонаж мирового фольклора, который на праздник Рождества дарит послушным детям подарки. В фильме он живёт в мастерской игрушек на Северном полюсе, а в работе ему помогают эльфы и Миссис Клаус
- Билли и Бэтти Фостеры — брат и сестра с Земли, 10 и 8 лет, соответственно. Первоначально именно они выдали марсианам местоположение Санта-Клауса, и позже были похищены, как свидетели инцидента
- Кимар — лидер марсиан, командующий операцией по доставке Санта-Клауса на Марс, чтобы и марсианские дети познали радость подарков и веселья
- Бомар и Гирма — дети Кимара, сверстники Билли и Бэтти Фостер, непрерывно смотрящие телепрограммы с Земли, именно от них Кимар и узнал, что главный виновник бед марсианских ребятишек — Санта-Клаус
- Дроппо — марсианин, бестолковый помощник Кимара, сыгравший в дальнейшем существенную роль в этой истории
- Волда — злой член совета Марса, сначала помогал Кимару похитить Санта-Клауса, но потом посчитал, что на Марсе Санта ни к чему, и пытался избавиться от него

## Факты
- Фильм находится в общественном достоянии.[1]
- Студия Jailor Production выпустила только этот фильм, провалившийся в прокате
- В фильме есть ряд пародийных сцен на угрозу марсианского вторжения и политическую элиту США, так например, американскую космическую программу возглавляет Вернер фон Грин (пародия на Вернера фон Брауна)
- Несмотря на в общем безобидное содержание картина признается киноведами и кинокритиками одной из худших в истории кинематографа, прежде всего, из-за подчёркнуто тесных и нарочито фальшивящих декораций и примитивного грима. Вместе с тем «Марсианский Санта» входит в число культовых трешевых фильмов, стоя в одном ряду с «Планом 9 из открытого космоса».

## Музыка
В фильме звучит песня Мильтона ДеЛагга Hooray for Santy Claus («Ура Санта-Клаусу»).